# Rue Beaubourg
Rue Beaubourg je ulice v Paříži v historické čtvrti Marais. Nachází se na hranici mezi 3. a 4. obvodem.

## Poloha
Ulice vede od jihu na sever. Začíná u křižovatky s Rue Simon-le-Franc, kde navazuje na Rue du Renard, a končí na křižovatce s Rue de Turbigo, Rue Bailly a Rue Réaumur.

## Historie
Ulice vznikla z hlavní silnice předměstí, které se nazývalo Beau-Bourg. Na počátku 11. století vznikla na tomto místě malá osada, která rychle rostla. Do poloviny 12. století tak vznikla poměrně rozsáhlá obec, která byla pojmenována Beau-Bourg. Při výstavbě městských hradeb Filipem II. Augustem v letech 1190–1210 bylo předměstí integrováno do Paříže.
Část ulice, která se nacházela v Paříži, se nazývala Rue de la Poterne, poté Rue de la Fausse-Poterne podle městské brány. Část, která ležela mimo Paříž, se nazývala Rue Oultre-la-Poterne-Nicolas-Hydron. Obě části byly spojeny v roce 1851 pod názvem Rue Beaubourg. Ministerská vyhláška z 9. října 1797 stanovila nejmenší šířku ulice na 8 metrů. Na základě královského nařízení byla později její šířka zvětšena na 10 metrů. V 19. století se nacházela v bývalém 7. obvodu, byla ulice 282 metrů dlouhá. Začínala na křižovatce s Rue Maubué a Rue Simon-le-Franc a skončila na křižovatce s Rue du Grenier-Saint-Lazare a Rue Michel-le-Comte.
Dnešní Rue Beaubourg vznikla spojením několika ulic dle vyhlášky z 11. března 1851:
- mezi Rue Simon-le-Franc a Rue Michel-le-Comte: Rue Beaubourg
- mezi Rue Michel-le-Comte a Rue au Maire: Rue Transnonain, která vznikla na počátku 13. století
- mezi Rue au Maire a Rue Bailly: Passage au Maire
- mezi Rue Bailly a Rue Réaumur: Rue Saint-Hugues

## Zajímavé objekty
- dům č. 4: V letech 1980–1982 zde sídlilo Musée de l'Holographie
- dům č. 26: bydlel zde Georges Baudy (1880–1960), inženýr na Arts et Métiers se svou manželkou Marie-Renée Ucciani, malířkou, sochařkou a klavíristkou, než si ve stejné ulici nechali vystavět nový dům.
- dům č. 31: quartier de l'Horloge
- dům č. 39: na jeho místě stávala brána Nicolas-Huydelon otevřená roku 1270 v městských hradbách.
- domy č. 61–63: nechal je postavit Georges Baudy, který zde bydlel se svou manželkou Marie-Renée Ucciani až do jejich rozvodu.
- dům č. 63: sídlo Centre LGBT Paris-Île-de-France
- domy č. 67–69: v letech 1220–1791 se zde nacházel hřbitov Saint-Nicolas des Champs